# Артюхов, Анатолий Андреевич
Анатолий Андреевич Артюхов — советский хозяйственный, государственный и политический деятель, Герой Социалистического Труда.

## Биография
Родился в 1937 году в Брянской области. Член КПСС.
С 1955 года — на хозяйственной, общественной и политической работе. В 1955—1997 гг. — военнослужащий Советской Армии, жестянщик, бригадир жестянщиков Брянского автомобильного завода производственного объединения «БАЗ» Министерства автомобильной промышленности СССР.
Указом Президиума Верховного Совета СССР от 31 марта 1981 года за выдающиеся производственные успехи, достигнутые в выполнении заданий десятой пятилетки и социалистических обязательств, и проявленную трудовую доблесть присвоено звание Героя Социалистического Труда с вручением ордена Ленина и золотой медали «Серп и Молот».
Умер в Брянске в 2001 году.